# Argol, Finistère

Argol este o comună în departamentul Finistère, Franța. În 1 ianuarie 2022 avea o populație de 1.043 de locuitori.